# Nagrada mira
Nagrado mira podeljuje ženski odbor Slovenskega centra PEN Mira slovenskim ustvarjalkam za izjemne dosežke na področju literarnega ustvarjanja in premišljevanja o literaturi in kulturi ter celostne osebnostne drže, skladno z Listino Mira. Nagrado sestavljata priznanje in materialna nagrada.
Nagrada nosi ime po ženskem odboru Slovenskega centra PEN Mira. Ime ima več pomenov. Eden kaže na pisateljico in nekdanjo predsednico Društva slovenskih pisateljev in Slovenskega centra PEN Miri Mihelič, drugi namiguje na mir in miroljubnost, tretji na mitološko miro, rastlino, ki ima sposobnost celiti rane.
Ustanoviteljice nagrade so Stanislava Repar-Chrobaková, Barbara Simoniti, Tatjana Pregl Kobe, Ana M. Sobočan. Nagrada je bila ustanovljena leta 2013 in se podeljuje vsako leto. Namen nagrade je opozarjanje na dosežke žensk, opozarjanje na diskriminatorno prakso podeljevanja nagrad na Slovenskem, oceniti in spodbuditi literarne ustvarjalke, izpostaviti njihovo delo in držo in pomoč za njihovo večjo prepoznavnost znotraj stroke in v javnosti.

## Pravila sodelovanja
Kandidatke za nagrado predlagajo lahko članice ožjega odbora Mire, člani in članice Slovenskega centra PEN ali kdor koli drug. Vsak predlagatelj lahko predlaga največ dve kandidatki. 
Kandidatke za nagrado ne smejo biti članice žirije. Prejemnice nagrade mira so lahko ponovne kandidatke za nagrado po preteku petih let.
Nagrajenko določi petčlanska žirija.

## Nagrajenke
- 2013 Jolka Milič
- 2014 Maja Haderlap
- 2015 Ksenija Jus
- 2016 Silvana Paletti in Svetlana Slapšak
- 2017 Alenka Jensterle Doležal
- 2018 Stanislava Chrobaková Repar
- 2019 Neda Rusjan Bric
- 2020 Barbara Korun
- 2021 Luna Jurančič Šribar
- 2022 Darinka Kozinc
- 2023 Jerneja Jezernik
- 2024 Evelina Umek